# Ďurďošík
Ďurďošík es un municipio del distrito de Košice-okolie en la región de Košice, Eslovaquia, con una población estimada a final del año 2024 de 832 habitantes.
Se encuentra ubicado en el centro de la región, en la cuenca hidrográfica del río Sajó (afluente derecho del Tisza) y cerca de la frontera con la región de Prešov y con Hungría.

## Demografía
| Año        | 1994 | 2004     | 2014     | 2024     |
| ---------- | ---- | -------- | -------- | -------- |
| Población  | 314  | 350      | 443      | 832      |
| Diferencia |      | +11,46 % | +26,57 % | +87,81 % |

| Año        | 2023 | 2024 |
| ---------- | ---- | ---- |
| Población  | 800  | 832  |
| Diferencia |      | +4 % |